# FC Vestsjælland
O FC Vestsjælland foi um clube de futebol da Dinamarca, da cidade de Slagelse.

## Elenco Atual
Atualizado em 9 de Março de 2015
Nota: Bandeiras indicam equipe nacional, conforme definido pelas regras de elegibilidade da FIFA. Os jogadores podem ter mais de uma nacionalidade não-FIFA.
| N.º |                                | Posição | Jogador                                  |
| --- | ------------------------------ | ------- | ---------------------------------------- |
| 1   | Dinamarca                      | G       | Thomas Mikkelsen                         |
| 2   | Noruega                        | D       | Anders Østli                             |
| 3   | Dinamarca                      | D       | Michael Christensen                      |
| 4   | Islândia                       | M       | Eggert Jónsson                           |
| 5   | Alemanha                       | D       | Lennard Sowah                            |
| 6   | Dinamarca                      | M       | Henrik Madsen (Capitão)                  |
| 7   | Dinamarca                      | M       | Peter Nymann                             |
| 8   | Dinamarca                      | M       | Anders Due                               |
| 9   | Grécia                         | A       | Apostolos Vellios (emprestado do Lierse) |
| 10  | República Democrática do Congo | A       | Joel Tshibamba                           |
| 11  | Dinamarca                      | A       | Dennis Sørensen                          |
| 12  | Dinamarca                      | D       | Anders Randrup                           |
| 13  | Roménia                        | D       | Jean-Claude Bozga                        |

| N.º |                 | Posição | Jogador                 |
| --- | --------------- | ------- | ----------------------- |
| 14  | Dinamarca       | A       | Rasmus Festersen        |
| 16  | Dinamarca       | G       | Thomas Villadsen        |
| 17  | Dinamarca       | A       | Marc Dal Hende          |
| 18  | Dinamarca       | D       | Anders Kure             |
| 20  | Dinamarca       | M       | Marc Rochester Sørensen |
| 21  | Dinamarca       | A       | Frederik Christiansen   |
| 22  | Costa do Marfim | D       | Jean Noël Thome         |
| 23  | Finlândia       | D       | Jukka Raitala           |
| 25  | Islândia        | G       | Frederik Schram         |
| 27  | Dinamarca       | M       | Jan Kristiansen         |
| 28  | Dinamarca       | D       | Michael Lumb            |
| 33  | Dinamarca       | M       | Osama Akharraz          |
| 48  | Dinamarca       | D       | Oliver Lund             |

## Treinadores
- Jeppe Tengbjerg (Jul 1, 2008–Mar 31, 2009)
- Michael Schjønberg (Abril 1, 2009–Fev 16, 2010)
- Ove Pedersen (Jul 1, 2011–Mai 21, 2014)
- Michael Hansen (Mai 23, 2014–presente)